# Тайный мир Алекс Мак
«Тайный мир Алекс Мак» (англ. The Secret World of Alex Mack) — американский детский телесериал, шедший на канале Nickelodeon с 8 октября 1994 года по 15 января 1998 года.
В России транслировался на канале ТНТ в 1999—2000 годах.

## Сюжет
Обычная 13-летняя девочка Алекс Мак живёт с родителями и старшей сестрой в городке Райская Долина (англ. Paradise Valley). После первого дня в новой школе, по дороге домой Алекс чуть не сбил грузовик, перевозивший сверхсекретный химикат GC-161. Часть этого вещества попала на Алекс, в результате чего она обрела необычные способности. Теперь она может перемещать предметы, стрелять электрическими разрядами из пальцев, превращаться в жидкость и накаляться, когда она выходит из себя. Об этом знают только её сестра Энн и лучший друг Рэй. А в это время учёные с химического завода начинают за Алекс охоту, чтобы похитить её и использовать в своих экспериментах.

## Персонажи
| Актёры и персонажи     | Актёры и персонажи    | Актёры и персонажи |
| Персонаж               | Актёр                 | Описание |
| ---------------------- | --------------------- | --- |
| Александра «Алекс» Мак | Лариса Олейник        | Обычная девочка-подросток, которая после попадания на неё химического вещества, приобрела экстраординарные способности и вынуждена бороться с химической компанией. |
| Рэймонд «Рэй» Алварадо | Дэррис Лав            | Самый близкий друг Алекс и её сосед. Алекс видит в нём своего брата и делится с ним своими секретами. Хоть он ленивый и бездельник, но он готов сделать всё, чтобы защитить Алекс. |
| Энн «Энни» Мак         | Мередит Бишоп         | Старшая сестра Алекс и научный гений. Кроме Рэя она единственная, кто знает о секрете Алекс. Она думает, что способности Алекс помогут получить Нобелевскую премию, и только она может контролировать её непредсказуемые силы. В конечном итоге она поступает в колледж, оставив Алекс и Рэя самих справляться возникающими с проблемами. |
| Джордж Мак             | Майкл Блэкли          | Родители Алекс, не подозревающие о её способностях. Джордж блестящий химик, работающий на Даниеля Атрона на заводе, Барбара работает в пиар-компании. |
| Барбара Мак            | Дориан Лопинто        | Родители Алекс, не подозревающие о её способностях. Джордж блестящий химик, работающий на Даниеля Атрона на заводе, Барбара работает в пиар-компании. |
| Льюис Дрисколл         | Бенжамин Кимболл Смит | Появляется во втором сезоне. Он один из друзей Рэя. Он смелый, но Алекс видит в нём только раздражающего болтуна. |
| Дэйв Уотт              | Джон Нильсен          | Водитель грузовика, с которого на Алекс пролился химикат GC-161. Он часто помогает Винсу в его попытках захватить Алекс. Позже он лучше узнаёт Алекс (в третьем сезоне) и берётся защищать её от представителей завода. Благодаря его усилиям удаётся спасти семь Мак.                                                                    |
| Келли Филлипс          | Хилари Сальваторе     | Появляется во втором сезоне. Келли учится в одной школе с Алекс и является её соперницей. |
| Робин Руссо            | Натанья Росс          | Одна из подруг Алекс. Хотя и рада быть рядом, но она страдает от низкой самооценки. |
| Николь Уилсон          | Алексис Филдс         | Ещё одна подруга Алекс. В противоположность Робин, обладает волевым поведением и придаёт заряд отношениям. |
| Даниель Атрон          | Луэн Гидеон           | Владелец химического завода. Главный враг Алекс. Хочет вывести на рынок GC-161, как средство для похудения, и найти и захватить Алекс, чтобы использовать её для опытов, а также чтобы сохранить свои планы в тайне. |
| Винс Картер            | Джон Марзилли         | Начальник службы безопасности завода. Делает всё, чтобы найти Алекс. Он презирает работу с Дэйвом из-за аварии и постоянно мучает его. Даниель Атрон после постоянных неудач увольняет Винса, но тот продолжает охоту на Алекс. |
| Ларс Фредериксон       | Кевин Куигли          | Появляется в третьем сезоне. Квалифицированный химик из заграничного филиала завода в Вене. Он занимает место Винса, когда того увольняют. |
| Хантер Ривз            | Уилл Эстес            | Появляется в четвёртом сезоне. Хантер приезжает в Райскую Долину, разыскивая своего отца, связанного с GC-161. Позже он становится другом и доверенным лицом Алекс. |

## Список серий
| Список серий сериала | Список серий сериала             | Список серий сериала             | Список серий сериала |
| Сезон 1 (1994—1995)  | Сезон 1 (1994—1995)              | Сезон 1 (1994—1995)              | Сезон 1 (1994—1995)  |
| Серия                | Название                         | Оригинальное название            | Дата релиза          |
| -------------------- | -------------------------------- | -------------------------------- | -------------------- |
| 1 — 1                | «Происшествие»                   | The Accident                     | 8 октября 1994       |
| 2 — 2                | «Прыгающая война»                | Hoop War                         | 15 октября 1994      |
| 3 — 3                | «Цена зачёта»                    | Shock Value                      | 22 октября 1994      |
| 4 — 4                | «Видеокассета»                   | The Videotape                    | 5 ноября 1994        |
| 5 — 5                | «Школьный танец»                 | School Dance                     | 12 ноября 1994       |
| 6 — 6                | «Научный проект»                 | Science Fair                     | 19 ноября 1994       |
| 7 — 7                | «Ложная тревога»                 | False Alarm                      | 3 декабря 1994       |
| 8 — 8                | «Вражда»                         | The Feud                         | 10 декабря 1994      |
| 9 — 9                | «Алекс и мама»                   | Alex and Mom                     | 7 января 1995        |
| 10 — 10              | «День простуды в Райской Долине» | Cold Day in Paradise Valley      | 14 января 1995       |
| 11 — 11              | «Энни ручается»                  | Annie Bails                      | 21 января 1995       |
| 12 — 12              | «Соло»                           | The Solo                         | 28 января 1995       |
| 13 — 13              | «Поездка»                        | Road Trip                        | 4 февраля 1995       |
| Сезон 2 (1995—1996)  |                                  |                                  |                      |
| Серия                | Название                         | Оригинальное название            | Дата релиза          |
| 14 — 1               | «Дневник»                        | The Journal                      | 14 октября 1995      |
| 15 — 2               | «Тележка для гольфа»             | Double Bogey                     | 21 октября 1995      |
| 16 — 3               | «Новичок в городе»               | New Kid in Town                  | 21 октября 1995      |
| 17 — 4               | «Секрет»                         | The Secret                       | 28 октября 1995      |
| 18 — 5               | «Подозреваемая»                  | Suspect                          | 4 ноября 1995        |
| 19 — 6               | «Давление»                       | Pressure                         | 11 ноября 1995       |
| 20 — 7               | «Тайный мир Рэя Альварадо»       | The Secret World of Ray Alvarado | 18 ноября 1995       |
| 21 — 8               | «Крысиная ловушка»               | Rat Trap                         | 2 декабря 1995       |
| 22 — 9               | «Наказана»                       | Busted                           | 9 декабря 1995       |
| 23 — 10              | «Подарок»                        | The Gift                         | 23 декабря 1995      |
| 24 — 11              | «Рэй едет в Вашингтон»           | Ray Goes to Washington           | 1995                 |
| 25 — 12              | «Трофей»                         | Trophy Case                      | 6 января 1996        |
| 26 — 13              | «На скалах»                      | On the Rocks                     | 13 января 1996       |
| 27 — 14              | «Сатурн»                         | Saturn                           | 20 июля 1996         |
| 28 — 15              | «Мак-телевидение»                | Mack TV                          | 27 июля 1996         |
| 29 — 16              | «Вечеринка»                      | The Party                        | 3 1996               |
| 30 — 17              | «Карнавал»                       | Carnival                         | 10 августа 1996      |
| 31 — 18              | «Местный герой»                  | Local Hero                       | 14 сентября 1996     |
| 32 — 19              | «Мир без Алекс»                  | World Without Alex               | 21 сентября 1996     |
| 33 — 20              | «Нерв»                           | Nerve                            | 28 сентября 1996     |
| Сезон 3 (1996—1997)  |                                  |                                  |                      |
| 34 — 1               | «Другая сторона. Часть 1»        | The Other Side (Part 1)          | 5 октября 1996       |
| 35 — 2               | «Другая сторона. Часть 2»        | The Other Side (Part 2)          | 8 октября 1996       |
| 36 — 3               | «На работе»                      | Working                          | 10 октября 1996      |
| 37 — 4               | «Операция „Спасение“»            | Operation: Breakout              | 15 октября 1996      |
| 38 — 5               | «Сосед»                          | The Neighbor                     | 17 октября 1996      |
| 39 — 6               | «Образы»                         | Images                           | 22 октября 1996      |
| 40 — 7               | «Большой Рэй»                    | Big Ray                          | 24 октября 1996      |
| 41 — 8               | «Новый мировой порядок»          | New World Order                  | 29 октября 1996      |
| 42 — 9               | «Что же делать с этими пузырями» | Bubbling Over                    | 5 ноября 1996        |
| 43 — 10              | «Стукач»                         | T Muckraker                      | 7 ноября 1996        |
| 44 — 11              | «Плохая девочка»                 | Bad Girl                         | 12 ноября 1996       |
| 45 — 12              | «Дублерша»                       | The Understudy                   | 14 ноября 1996       |
| 46 — 13              | «Человек-тайна»                  | Mystery Man                      | 19 ноября 1996       |
| 47 — 14              | «Химия»                          | Chemistry                        | 21 ноября 1996       |
| 48 — 15              | «Её собственная комната»         | A Room of Her Own                | 26 ноября 1996       |
| 49 — 16              | «Спайви»                         | Spivey                           | 3 декабря 1996       |
| 50 — 17              | «Женщина года»                   | Woman of the Year                | 5 декабря 1996       |
| 51 — 18              | «Двенадцать с половиной»         | Twelve and a Half                | 10 декабря 1996      |
| 52 — 19              | «Контрольная»                    | The Test                         | 26 декабря 1996      |
| 53 — 20              | «Дятел»                          | The Creeper                      | 2 января 1997        |
| 54 — 21              | «Треугольник»                    | Triangle                         | 18 февраля 1997      |
| 55 — 22              | «Друзья, такие как эти»          | Friends Like That                | 20 февраля 1997      |
| 56 — 23              | «Скоростные велосипеды»          | BMX                              | 25 февраля 1997      |
| 57 — 24              | «Кошмар в раю»                   | Nightmare in Paradise            | 27 февраля 1997      |
| 58 — 25              | «Аплодисменты»                   | Cheers                           | 4 марта 1997         |
| Сезон 4 (1997—1998)  |                                  |                                  |                      |
| 59 — 1               | «Вождение»                       | Driving                          | 23 сентября 1997     |
| 60 — 2               | «День „зеленых“»                 | Green Day                        | 25 сентября 1997     |
| 61 — 3               | «Лагерь»                         | Camping                          | 30 сентября 1997     |
| 62 — 4               | «Эшли»                           | Ashley                           | 2 октября 1997       |
| 63 — 5               | «Оскар»                          | Oscar                            | 7 октября 1997       |
| 64 — 6               | «Не с той ноги»                  | Foot Fault                       | 9 октября 1997       |
| 65 — 7               | «Метаморфозы»                    | The Switch                       | 14 октября 1997      |
| 66 — 8               | «Шторм»                          | The Storm                        | 16 октября 1997      |
| 67 — 9               | «Отъезд»                         | Leaving                          | 21 октября 1997      |
| 68 — 10              | «Сеньора Гарсия»                 | Senora Garcia                    | 23 октября 1997      |
| 69 — 11              | «Доктор»                         | The Doctor                       | 28 октября 1997      |
| 70 — 12              | «Группа»                         | The Band                         | 4 ноября 1997        |
| 71 — 13              | «Все меняется»                   | Things Change                    | 6 ноября 1997        |
| 72 — 14              | «Возвращение»                    | The Return                       | 18 ноября 1997       |
| 73 — 15              | «Дружеские чувства»              | Friendly Fire                    | 20 ноября 1997       |
| 74 — 16              | «Ложь и секреты»                 | Lies and Secrets                 | 25 ноября 1997       |
| 75 — 17              | «Без перца»                      | Without Feathers                 | 2 декабря 1997       |
| 76 — 18              | «24 часа»                        | 24 Hours                         | 4 декабря 1997       |
| 77 — 19              | «Потерянный рай»                 | Paradise Lost                    | 15 января 1998       |
| 78 — 20              | «Обретённый рай»                 | Paradise Regained                | 15 января 1998       |

## Награды и номинации
| Награды и номинации           | Награды и номинации | Награды и номинации                                               | Награды и номинации | Награды и номинации |
| Награда                       | Год                 | Категория                                                         | Номинирован(а)      | Итог                |
| ----------------------------- | ------------------- | ----------------------------------------------------------------- | ------------------- | ------------------- |
| Премия Гильдии режиссёров США | 1998                | За выдающиеся достижения в создании детских программ              | Шон Леви            | Номинация           |
| Премия «Молодой актёр»        | 1999                | Лучшая молодая актриса драматического или комедийного телесериала | Лариса Олейник      | Номинация           |
| Премия «Молодой актёр»        | 1998                | Лучший семейный драматический телесериал                          |                     | Номинация           |
| Премия «Молодой актёр»        | 1998                | Лучшая молодая актриса драматического телесериала                 | Лариса Олейник      | Номинация           |
| Премия «Молодой актёр»        | 1997                | Лучший семейный драматический телесериал                          |                     | Номинация           |
| Премия «Молодой актёр»        | 1997                | Лучшая приглашённая молодая актриса драматического сериала        | Франческа Смит      | Номинация           |
| Премия «Молодой актёр»        | 1997                | Лучший молодой актёр драматического телесериала                   | Дэррис Лав          | Номинация           |
| Премия «Молодой актёр»        | 1997                | Лучшая молодая актриса драматического сериала                     | Лариса Олейник      | Номинация           |
| Премия «Молодой актёр»        | 1996                | Лучший телевизионный молодёжный актёрский коллектив               |                     | Победа              |
| Премия «Молодой актёр»        | 1996                | Лучшая молодая актриса комедийного телесериала                    | Натанья Росс        | Номинация           |
| Премия «Молодой актёр»        | 1995                | Лучший новый семейный телесериал                                  |                     | Номинация           |
| Премия «Молодой актёр»        | 1995                | Лучшая молодая актриса комедийного телесериала                    | Лариса Олейник      | Номинация           |
| Премия «Молодая звезда»       | 1998                | Лучшая молодая актриса комедийного телесериала                    | Лариса Олейник      | Номинация           |